# Syzeuctus decoratus
Syzeuctus decoratus är en stekelart som först beskrevs av Costa 1890.  Syzeuctus decoratus ingår i släktet Syzeuctus och familjen brokparasitsteklar. Inga underarter finns listade i Catalogue of Life.